# 邵廷琄
邵廷琄（？—965年），南汉大臣，任内常侍。大宝（958年-971年）初年，宋代周时，邵廷琄即向后主刘鋹指出，北方战乱多年，南汉赖以偏安，但分裂战乱的局面不会久存，应当为即将发生的统一战争做好准备，且应与宋通好。刘鋹并未采纳，并对邵廷琄产生厌恨。不久，宋将潘美攻陷郴州，刘鋹以邵廷琄为招讨使，率军屯于洸口。邵廷琄在洸口整饬兵备，一时稳住局面。然而朝中有人匿名告发邵廷琄此举係图谋不轨，刘鋹遂遣使将其赐死。